# Oasi urbana di Pontedera
L'Oasi urbana di Pontedera è un parco ricco di fauna all'interno del comune di Pontedera.
L'oasi si estende per un totale di 53,72 ettari lungo l'Arno tra il ponte alla Navetta e la diga dello Scolmatore. La zona della riva sinistra comprende il Parco dei salici, la più grande zona verde all'interno della città di Pontedera.
La flora è quella tipica delle golene fluviali cioè pioppo bianco e salice. Tra le piante acquatiche presenti vi è la ninfea gialla.
Nell'oasi sono state censite dalla LIPU almeno 43 specie diverse di uccelli tra i quali: cormorano, airone cenerino, nitticora, garzetta, porciglione, gallinella d'acqua, martin pescatore, usignolo di fiume e pendolino.